# Тиднюк Денис Володимирович
Денис Володимирович Тиднюк (20 січня 1978, м. Мурманськ, СРСР) — білоруський хокеїст, нападник. Виступає за у Білоруській Екстралізі.
Хокеєм почав займатися у 1986 році у ДЮСШ «Мурманськ», перший тренер — С. В. Пєтухов. Виступав за команди «Полімір» (Новополоцьк), ХК «Вітебськ», «Динамо» (Мінськ), «Німан» (Гродно), «Керамін» (Мінськ), «Юність» (Мінськ) і
«Хімік-СКА» (Новополоцьк).
У складі національної збірної Білорусі провів 4 матчі (1 гол).